# Харман, Сабрина
Сабрина Харман (англ. Sabrina Harman; род. 5 января 1978) — военная преступница, военнослужащая армии США, причастная к пыткам заключённых в тюрьме Абу-Грейб во время военного вторжения США в Ирак в 2003 году.

## Судебное дело
Харман обвинялась в жестоком обращении с заключёнными, невыполнении обязанностей по их защите и непристойном поведении. Во время судебного процесса, проходившего на военной базе Форт-Худ в штате Техас, были представлены фотографии, подтверждающие факты издевательств Харман и других американских военнослужащих над заключёнными иракцами.
Харман позировала на фоне обнажённых иракцев, написала на ноге одного из них слово «насильник», другого заключённого, обмотанного проводами, она поставила стоять на узком ящике, заявив, что его ударит током, если он упадёт на пол или хотя бы пошевелится.
На одной из фотографий Харман позирует, улыбаясь и показывая большой палец, рядом с телом замученного до смерти заключённого Манадела аль-Джамади (был убит работниками ЦРУ).
16 мая 2005 года была признана виновной по 6 из 7 пунктов обвинения. Приговорена к шести месяцам тюрьмы.